# Bugatealur, Hukeri
Bugatealur là một làng thuộc tehsil Hukeri, huyện Belgaum, bang Karnataka, Ấn Độ.